# Cimotone
Cimotone (in greco antico: Κυμόθων?, Kymóthōn), nella mitologia greca, assieme a Marsia e Lino, è figlio di Eagro, un dio fluviale. È quindi fratello o fratellastro di Orfeo, il musico tracio protagonista della storia di amore con Euridice. La sua esistenza sembra menzionata solo da Giovanni Tzetzes